# Mrsklesy
Mrsklesy település Csehországban, a Olomouci járásban. Mrsklesy Libavá, Velká Bystřice, Přáslavice és Hlubočky településekkel határos. Lakosainak száma 699 fő (2024. január 1.).

## Népesség
A település lakosságának változását az alábbi diagram mutatja:
| Lakosok száma | 448  | 587  | 746  | 700  | 539  | 556  | 669  | 684  | 653  | 699  |
|               | 1869 | 1900 | 1921 | 1961 | 1980 | 2011 | 2016 | 2019 | 2021 | 2024 |